# Орден Дракона Аннама
Императорский орден Дракона Анна́ма (также орден Зелёного дракона (вьет. Đại Nam Long tinh Viện, тьы-ном 大南龍星院, дай нам лонг тинь вьен); фр. Ordre du Dragon d'Annam) — награда, учреждённая 14 марта 1886 года императором Аннама Донг Кханем из династии Нгуен. С 1896 по 1950 год являлся одновременно колониальным орденом Франции. После уничтожения императорского правления во Вьетнаме является династическим орденом династии Нгуен.

## История
В 1883 году над Аннамом был установлен протекторат Франции. 14 марта 1886 года император Донг Кхань, в память о союзе с Францией и для укрепления дружеских связей, учредил Императорский орден Дракона Аннама. Орден был организован по образцу французского ордена Почётного легиона, и служил для вознаграждения за военные и гражданские заслуги как иностранцев, так и подданных императора Аннама. За военные заслуги орден выдавался на белой ленте с оранжевой каймой, за гражданские — на зелёной с оранжевой каймой.
Декретом Французского правительства от 10 мая 1896 года орден Дракона Аннама был объявлен колониальным орденом Франции. При этом орден, вручаемый от имени императора, стал выдаваться на красной ленте с жёлтой каймой (с 1 мая 1900 года), а орден, вручаемый от имени Французского правительства — на зелёной ленте с оранжевой каймой.
Орден от правительства Франции вручался за многолетнюю плодотворную службу в Индокитае или за другие заслуги на благо Французской колониальной империи.
Декретом Французского правительства от 5 мая 1950 года орден Дракона Аннама был исключён из числа колониальных орденов Франции.
После изгнания из Вьетнама императорской семьи является династическим орденом Вьетнамского императорского дома Нгуен.

## Степени ордена
По примеру ордена Почётного легиона орден Дракона Аннама имеет пять классов:

### Достоинства
Кавалер Большой ленты (во французских источниках именуется Большим крестом)
 Великий офицер

### Степени
Командор
 Офицер
 Кавалер
Наследный принц Бао Лонг, сын последнего императора Аннама Бао Дая, приняв в 2005 году титул Суверена императорских орденов Аннама, учредил высшую степень ордена — Большую цепь.

## Знаки ордена
Знак ордена представляет собой восьмиконечную овальную звезду с лучами с «алмазной» огранкой. В центре звезды овальный медальон синей эмали с широким ободком красной эмали. В центре медальона аннамитская надпись 同慶皇帝  (вьет. Đồng Khánh hoàng đế, Донг кхань хоанг де) в окружении геральдического орнамента. Знак подвешен к императорской короне, которая, в свою очередь, подвешена к фигурке дракона зелёной и красной эмали.
Знак младшей степени серебряный, остальных степеней — золотой или позолоченный. Размер знаков младших степеней — 45—53 мм, старших степеней — 60—75 мм.
Звезда ордена шестнадцатиконечная, с «алмазной» огранкой лучей. На звезду наложен рельефный дракон (вертикально) зеленой и красной эмали, держащий в лапах овальный медальон, идентичный медальону на знаке ордена. Медальон собой закрывает центральную часть дракона.
Звезда серебряная, медальон и дракон позолоченные. Размер звезды — 105 мм.
Лента ордена шёлковая муаровая с широкой каймой. Ширина ленты старшей степени 101 мм (ширина каймы по 17 мм). Ширина ленты остальных степеней 36 мм (ширина каймы по 7 мм). К ленте офицерской степени крепится розетка диаметром 30 мм из такой же ленты.
Цвета ленты:
| Императорский орден Аннама | Императорский орден Аннама | Императорский орден Аннама                                         |
| -------------------------- | -------------------------- | ------------------------------------------------------------------ |
|                            | 1886—1916                  | Для награждений за военные заслуги                                 |
|                            | 1886—1900                  | Для награждения за гражданские заслуги                             |
|                            | после 1900                 | Для награждения за гражданские заслуги                             |
|                            |                            |                                                                    |
| Колониальный орден Франции |                            |                                                                    |
|                            | 1896—1950                  | Для награждения за заслуги перед Французской колониальной империей |

Для повседневного ношения на гражданской одежде предусмотрены розетки из ленты ордена, а для ношения на мундирах — орденские планки.

## Кавалеры
Некоторые знаменитые кавалеры Большой ленты ордена Дракона Аннама:
- Жорж Катру, генерал-губернатор Индокитая
- Нородом Сианук, король Камбоджи